# Jytte Andersen
Pour les articles homonymes, voir Andersen.
Jytte Andersen, née le 9 septembre 1942 à Copenhague (Danemark), est une femme politique danoise membre des Sociaux-démocrates. Députée au Folketing de 1979 à 2007, elle est ministre dans les gouvernements de Poul Nyrup Rasmussen.

## Biographie
Elle est réélue pour un dixième mandat de députée lors des élections législatives de février 2005. Lors du congrès des sociaux-démocrates tenu après le scrutin en avril, elle soutient la candidature de l'ancien ministre Frank Jensen à la présidence du parti, mais ce dernier est battu par Helle Thorning-Schmidt. Dans les mois qui suivent, elle critique publiquement à plusieurs reprises la nouvelle présidente du mouvement, lui reprochant un manque de compromis.
En octobre 2006, elle annonce qu'elle quittera la vie politique en ne se représentant pas lors des élections législatives suivantes. Elle quitte donc le Folketing après les élections législatives anticipées de novembre 2007.